# Герб Румынии
Герб Румынии (рум. Stema României) — государственный символ Румынии, был принят парламентом 10 сентября 1992 года. Основан на малом гербе королевства Румыния (1922—1947 гг.). 
Государственный герб Румынии представляет собой золотого орла c червлёными клювом и лапами в лазуревом поле. Орёл держит в лапах меч и скипетр, в клюве зажат крест. На груди орла размещён ещё один щит, разделенный на пять частей. На внутреннем щите изображены пять гербов провинций страны: Валахии, Молдавии, Баната, Трансильвании и Добруджи.
Главный элемент герба — золотой орёл, означающий принадлежность к латинскому происхождению румын. Орёл держит в клюве крест, а в лапах — скипетр и меч. Основные цвет герба — красный, жёлтый и синий — представляют цвета флага Румынии. На груди орла — щиток с гербами земель, входящих в состав Румынии. Гербовый орёл был дополнен Стальной короной в июне 2016 года.

## Символика
Щит, расположенный на груди орла, поделён на пять полей, в каждом из которых символ исторической области Румынии.
- Золотой орёл — символ Валахии.
- Чёрная голова тура — Молдавии.
- Лев и мост — Олтении и Баната.
- Чёрный орёл, семь замков, солнце и месяц — Трансильвании.
- Дельфины — Добруджи.

## История
Герб Румынии появился в 1859 году, когда Александру Иоан Куза объединил два румынских государства — Западную Молдавию и Валахию. Тогда два геральдических символа — золотой орёл и тур — были официально объединены.
До 1866 года было несколько вариантов герба. В 1866 году после избрания Кароля князем Румынии щит был поделён на четверти. В первой и четвёртой был изображён орёл, а во второй и третьей — тур. Над щитом размещался герб правящей династии — Гогенцоллернов-Зигмарингенов. После войны за независимость на четвёртую четверть герба был помещён символ Добруджи — дельфины, а на третью — символ Олтении — золотой лев. Над щитом была помещена Стальная корона Румынии, означающая суверенитет и независимость. 
Герб претерпел изменения в 1922 году после вхождения Трансильвании в состав Румынии. Тогда герб Трансильвании был помещён на четвёртую четверть, на третьей четверти стал изображаться объединённый герб Баната и Олтении (мост и золотой лев), герб Добруджи был перенесён на вставку. Герб был помещён на грудь коронованного орла как символ латинского происхождения румын. Орёл был помещён на синий щит со стальной короной. Существовало три версии: малый, средний (с девизом и щитодержателями), большой (с мантией).
После свержения монархии был принят герб в социалистическом стиле с изображением пейзажа в обрамлении пшеничных колосьев, обвитых лентой цветов флага и названием государства. Герб просуществовал с некоторыми изменениями вплоть до свержения режима Н. Чаушеску в декабре 1989 года. 
Новый герб Румынии был утвержден в сентябре 1992 года. Он основан на малом гербе Королевства Румынии, использовавшимся с 1922 по 1947 годы, за исключением королевской короны, венчавшей гербовый щит.
В июне 2016 года Парламент Румынии принял закон, который добавил Стальную корону на голову румынского орла. Герб должен быть повсеместно обновлен до декабря 2018 (чтобы отметить столетие воссоединения Трансильвании с Румынией 1 декабря 1918 г.). 11 июля закон подписан президентом.

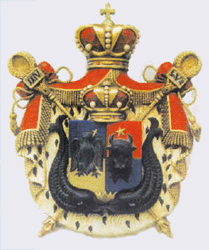
Герб Александра Иоана Кузы. После 1859 г.
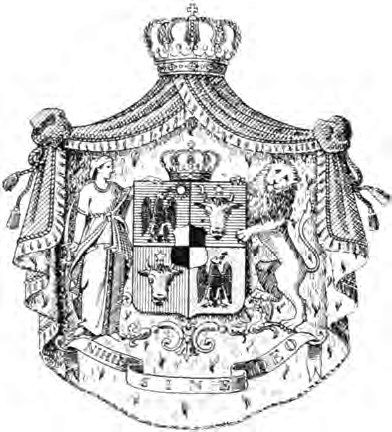
Первоначальный герб Кароля, князя Румынии
Малый герб Королевства Румыния 1921—1947 годов
Герб Румынии в 1992—2016 гг.

## Княжеский герб

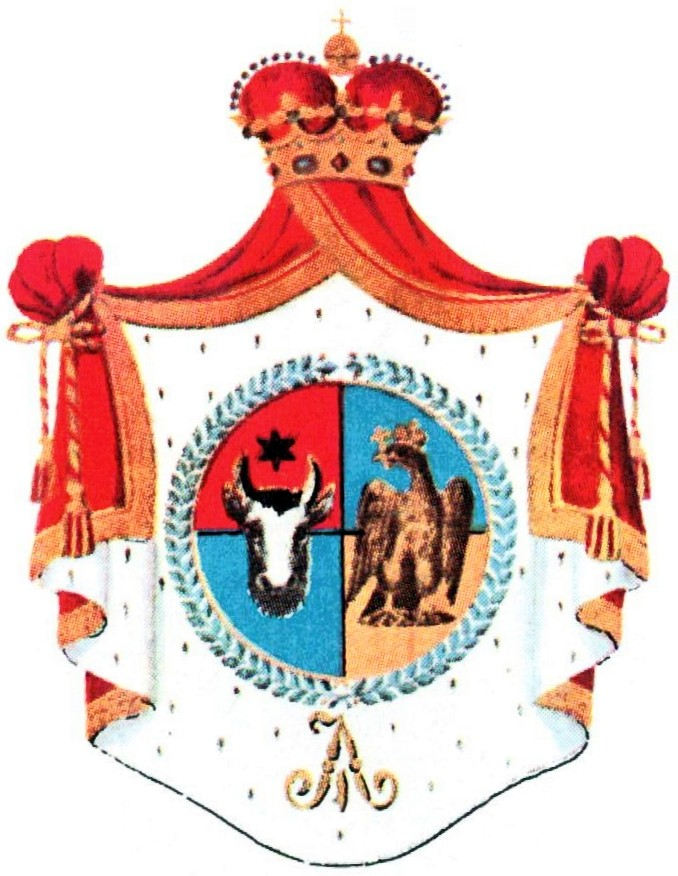
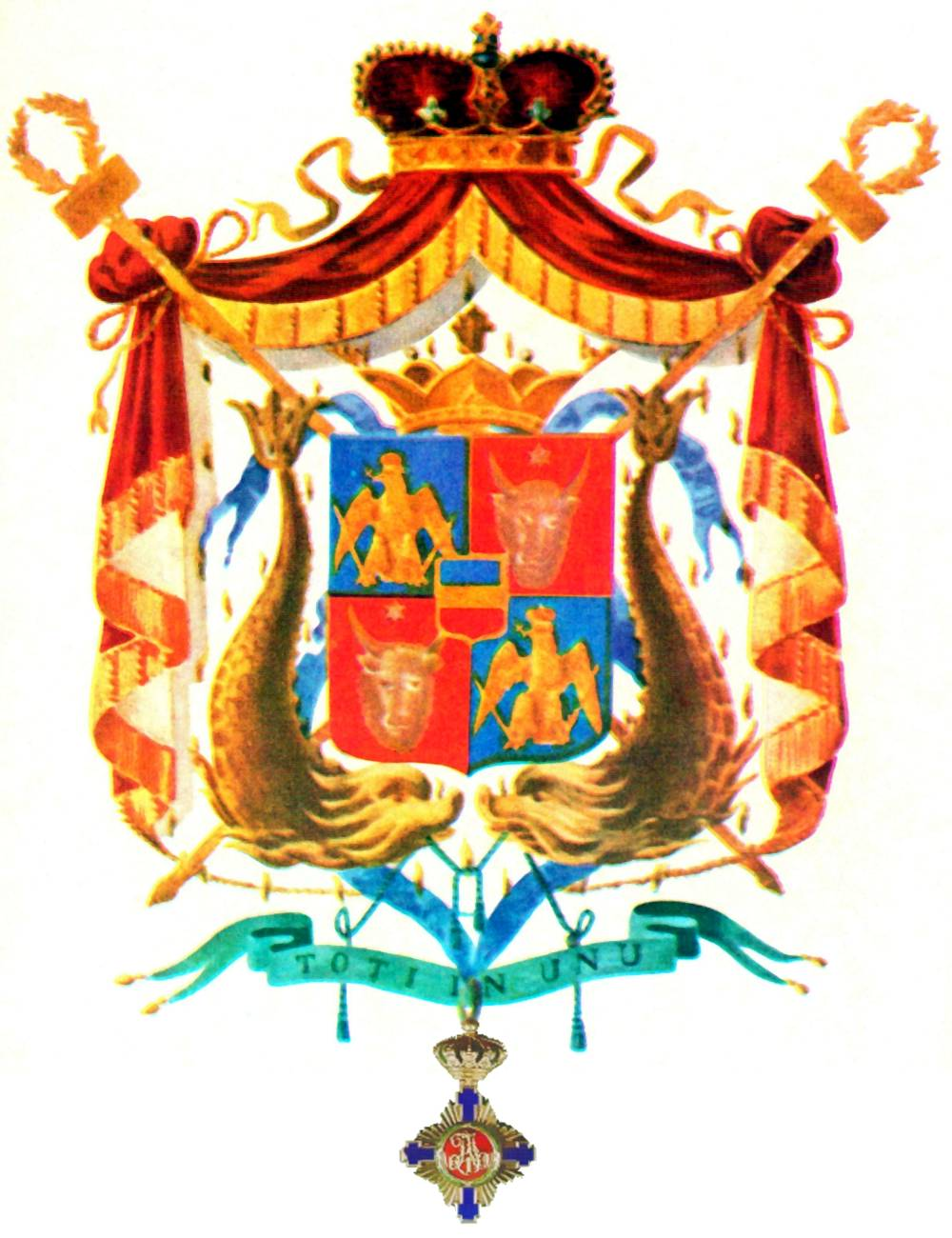

## Символы Дунайских княжеств
| Молдова | Валахия | Трансильвания |
|         |         |               |

## Исторические области
| Добруджа | Банат |
|          |       |

## Королевский герб

Большой герб Королевства Румыния
Средний герб Королевства Румыния
Малый герб Королевства Румыния

## Социалистический период

Январь - март 1948
1948 - 1952 гг.
1952-1966
1966-1989

Первый вариант герба принят в январе 1948 года. Значительно изменен в марте 1948 года, после этого подвергался незначительным изменениям в 1952 и 1965 годах. Перестал использоваться с декабря 1989 года. Сразу же после революции 1989 года  было решено принять новый герб Румынии. Созданная геральдическая комиссия представила окончательное решение в парламент, где новый герб был принят двумя палатами на совместном заседании 10 сентября 1992 года.